# Wolfgang Borchert
Wolfgang Borchert (Eppendorf, Hamburg (Alemanya) 1921 - Basilea 1947), fou un escriptor alemany.

## Vida
Va néixer a Eppendorf. Son pare era mestre i sa mare era una escriptora en llengua baix alemanya.

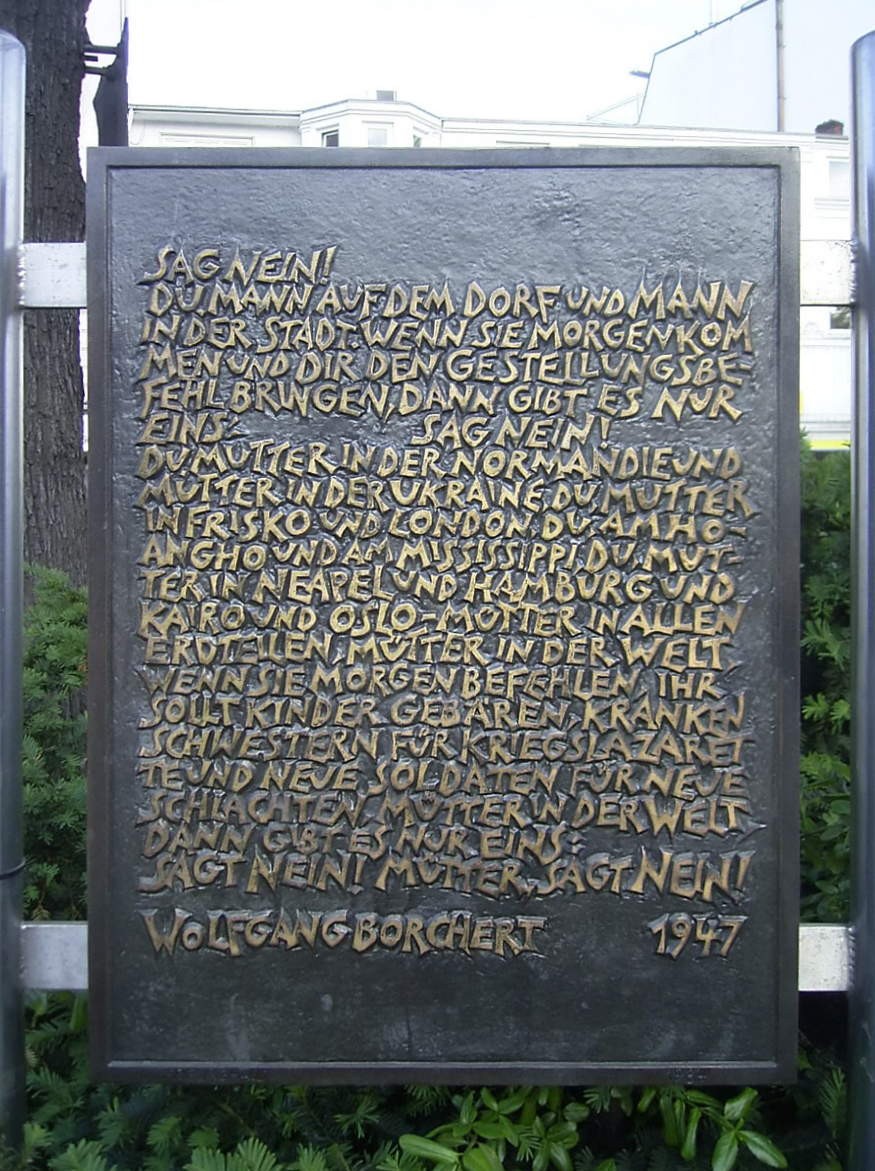
Darrer text de Borchert: «Digui no!»

Ja de jove va escriure molts poemes, però aspirava a una carrera d'actor. Després de la seva formació d'actor i uns mesos de pràctica, el 1941 va ser convocat al servei militar actiu a la Wehrmacht i va haver de participar en la gran campanya militar contra Rússia. Va ser vulnerat i va arreplegar malalties infeccioses. Per causa de les seves crítiques contra el nazisme i les seves crides de resistència contra el servei militar va ser condemnat i empresonat. En tornar a Hamburg, després de la guerra, va sofrir de les malalties agafades per les condicions dolents i la manca de cura a la presó.
L'únic èxit en vida seva va ser l'emissió radiofònica del drama Fora, davant la porta (Draußen vor der Tur) que d'un cop li va fer famós. El seu major èxit tanmateix va ser pòstum durant l'estrena de la seva única peça el 21 de novembre de 1947 al teatre Hamburger Kammerspiele, l'endemà de la seva mort.
Durant una estada de cura a Suïssa, va morir a l'edat de 26 anys de la seva malaltia del fetge a Basilea el 20 de novembre de 1947, a causa d'hepatitis. La seva urna va ser sebollida a la tomba dels seus pares al cementiri d'Ohlsdorf. La ciutat d'Hamburg va dedicar-li un carrer al barri de Steilshoop.

## Obra
Tret de les seves poesies d'adolescent, de qualitat força desigual, la seva obra escassa de contes, poemes i una obra de teatre va crear-se principalment al període de 1945 fins a la seva mort prematura el 1947. Borchert és el representant per excel·lència de la Trümmerliteratur, la literatura que va créixer a les ruïnes (Trümmer) de l'Alemanya del postguerra. Tantes persones desplaçades van poder identificar-se amb la seva única peça de teatre, Fora, davant la porta (Draussen vor der Tür), que descriu el drama de la gent dispersa per la violència de la guerra i que desitja tornar cap a casa. El seu darrere poema Aleshores hi ha només una resposta (Dann gibt's nur eins!) va il·lustrar innombrables manifestacions pacifistes. Unes estrofes es troben immortalitzades a un bronze a Eppendorf.
«Digui no!
Tu, home al poble i home a la ciutat.
Quan venen demà i et presenten la crida a l'allistament militar
Només hi ha una bona resposta: digui no.
Tu, mare a Normandia i a Ucraïna,
Tu, mare a Frisco i a Londres,
Tu, al Hoang-ho i al Mississipi,
Tu mare a Nàpols i Hamburg i al Caire i Oslo,
Vosaltres mares tot arreu al món,
Si demà us manen d'infantar infermeres per als hospitals del camp de batalla
i soldats nous per a batalles noves,
Mares de tot arreu al món, aleshores no hi ha cap altre resposta:
Digueu no, mares, digueu no! »(Wolfgang Borchert, 1947)

## Bibliografia

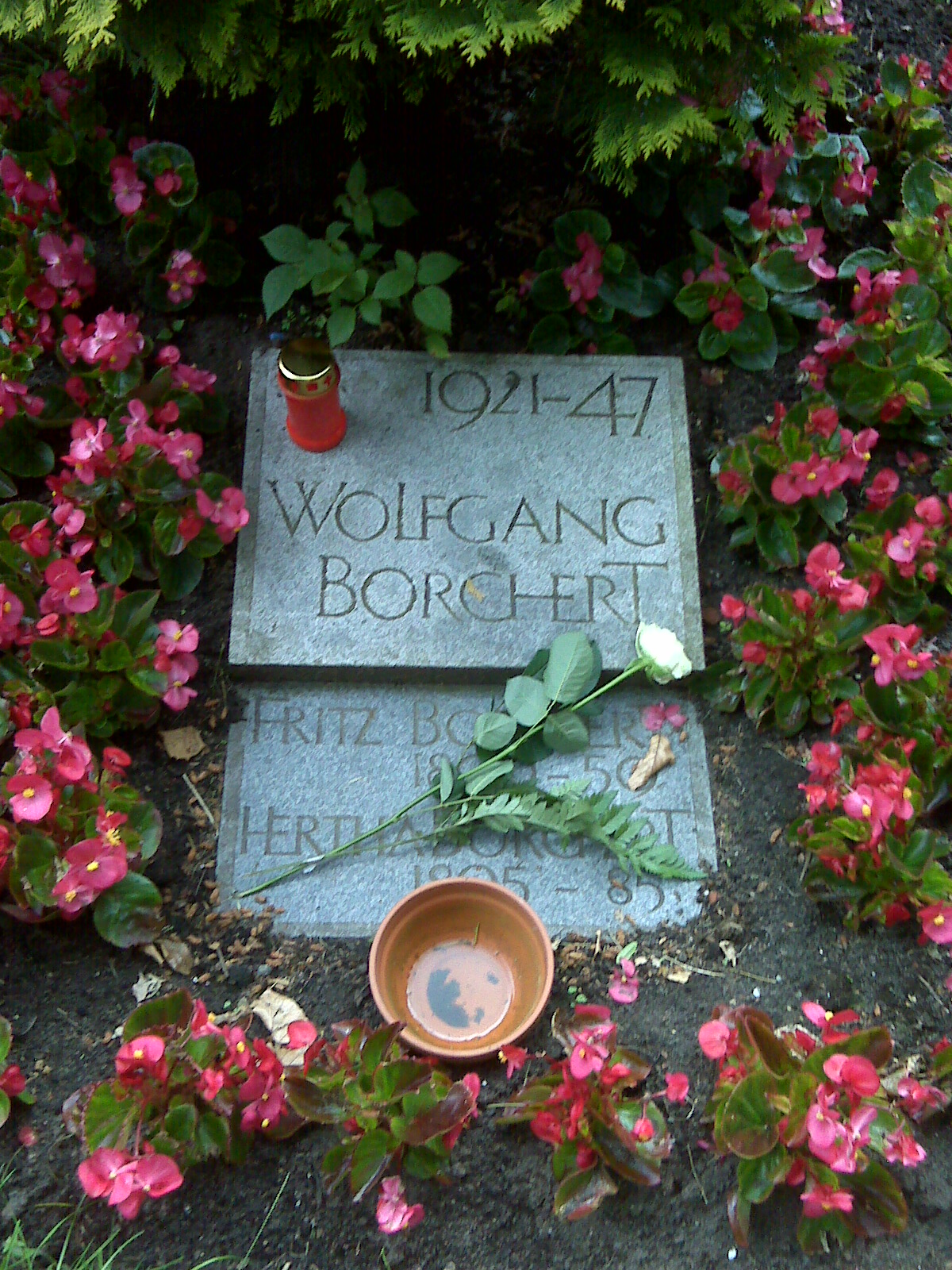
Sepulcre de les urnes de Wolfgang Borchert i dels seus pares al Cementiri d'Ohlsdorf